# Gan Ying
Gan Ying (chinois : 甘英 ; Wade-Giles : Kan Ying) est un ambassadeur militaire chinois qui a été envoyé en mission à Rome en l'an 97 par le général chinois Ban Chao. Il fait partie de l'expédition d'exploration de 70 000 personnes menée par Ban Chao qui a voyagé vers l'ouest, jusqu'aux frontières est de la Parthie.
Bien que Gan Ying n'ait probablement jamais atteint Rome, il est, du moins dans les annales historiques, le Chinois qui alla le plus à l'ouest durant l'Antiquité et rassembla le plus d'informations sur ces contrées. Il semble qu’il soit passé à Charax Spasinou.
Selon le Hou Hanshu, qui raconte l'histoire des Han orientaux (25-220 apr. J.-C.) :

« Durant la neuvième année (97 apr. J.-C.), Ban Chao envoya son subalterne Gan Ying, qui fit des recherches aussi loin que la Mer de l'Ouest, puis s'en revint. Les générations suivantes n'ont jamais atteint ces régions. Le Shanhaijing ne donne pas de renseignements sur elles. Sans doute prépara-t-il un rapport sur leurs coutumes et examina leurs précieux et inhabituels produits. »